# Drepanocerus patrizii
Drepanocerus patrizii là một loài bọ cánh cứng trong họ Bọ hung (Scarabaeidae).